# Красная Звезда (газета)
«Красная звезда» (укр. «Червона зірка») — московська газета, центральний друкований орган Міністерства оборони Російської Федерації.

## Історія
Була створена за рішенням Політбюро ЦК РКП(б) від 29 листопада 1923, як центральний друкований орган Наркомату оборони СРСР з військових справ (після Другої світової війни — Міністерства оборони СРСР). Перше число вийшло 1 січня 1924 року.
В період німецько-радянської війни «Красная звезда» стала однією з провідних всесоюзних газет. У редакції працювали такі російські письменники та публіцисти, як М. О. Шолохов, О. М. Толстой, В. В. Вишневський, К. М. Симонов, А. П. Платонов.
Нагороджена орденами Червоної Зірки (1933), Бойового Червоного Прапора (1945), Леніна (1965) і Жовтневої революції (1974).
Навесні 1992, зі створенням Міністерства оборони Російської Федерації, газета стала його центральним друкованим органом. 30 червня 1992 була зареєстрована в Міністерстві друку та інформації РФ як загальноросійське друковане видання, засновником якого є військове відомство Росії.

## Сучасна газета
«Красная звезда» виходить 5 разів на тиждень: у вівторок, четвер і суботу на 4 шпальтах формату А-2, у п'ятницю — на 24 шпальтах формату А-3, в середу — на 8 шпальтах формТихоату А-2, у суботу як регіональні вкладки виходять 4-шпальтні газети 4 військових округів (Західного, Південного, Центрального і Східного) і двох флотів (Північного та Тихоокеанського).
Газета друкується в Москві (на поліграфічній базі ВАТ «Видавничий дім „Красная звезда“»), а також у 7 містах Росії (Владивосток, Єкатеринбург, Калінінград, Мінеральні Води, Новосибірськ, Санкт-Петербург, Хабаровськ) і в Севастополі (Україна).
З серпня 1998 головний редактор газети «Красная звезда» — Єфімов Микола Миколайович.